# Ricky Simón
Ricky Simón (Pendleton, Oregón, Estados Unidos, 31 de agosto de 1992) es un artista marcial mixto estadounidense que compite en la división de peso gallo de Ultimate Fighting Championship.

## Primeros años
Nació en Pendleton, Oregón. Procedente de una familia muy unida, sus tres hermanos, Carlos Simón, Brandon Simón y Avi Simón tienen el mismo tatuaje "Simón" tatuado en la parte superior de la espalda. También creció con su primo hermano y compañero de la UFC Vince Morales. Comenzó a entrenar en la lucha libre a los nueve años. Se graduó en 2010 en Union High School de Camas, WA. Sus planes posteriores a la graduación de ser un luchador universitario no se materializaron, hizo la transición a las artes marciales mixtas.

## Carrera de artes marciales mixtas

### Inicios
Amasó un récord amateur de 3-0 antes de convertirse en profesional en 2014. Después de compilar un récord profesional de 12-1, luchando por Main Event Sports, King of the Cage (KOTC), Titan Fighting Championship y fue el campeón formal de peso gallo de Legacy Fighting Alliance antes de unirse a la UFC.

### Ultimate Fighting Championship

#### 2018
Simón debutó en la UFC contra a Merab Dvalishvili el 21 de abril de 2018, en UFC Fight Night 128. Ganó la pelea por sumisión técnica al final del tercer asalto. El representante de Dvalishvilli, Matthew Culley, presentó una solicitud a la comisión para que revisara la decisión del árbitro y el recurso fue denegado. Esta pelea lo hizo merecedor de su primer premio de Pelea de la Noche.
Se esperaba que Simón enfrentara a Benito Lopez el 4 de agosto de 2018, en UFC 227. Sin embargo, se informó que Lopez se retiró del combate por razones no reveladas y fue reemplazado por Montel Jackson. Ganó la pelea por decisión unánime.
Se esperaba que Simón enfrentara a Ricardo Ramos el 10 de noviembre de 2018, en UFC Fight Night 139. Sin embargo, el 16 de octubre de 2018 se informó que Ramos fue retirado del combate debido a una lesión en la mano y a su vez, Simón también fue retirado de la cartelera.

#### 2019
Simón enfrentó a Rani Yahya el 10 de febrero de 2019, en UFC 234. Ganó la pelea por decisión unánime.
Simón enfrentó a Urijah Faber el 13 de julio de 2019, en UFC Fight Night 155. Perdió la pelea por TKO en el primer asalto.
Simón enfrentó a Rob Font el 7 de diciembre de 2019, en UFC on ESPN 8. Perdió la pelea por decisión unánime. Esta pelea lo hizo merecedor de su segundo premio de Pelea de la Noche.

#### 2020
Como la primera pelea de su nuevo contrato de cuatro pelea, Simón enfrentó a Ray Borg el 13 de mayo de 2020, en UFC Fight Night 171. Ganó la pelea por decisión dividida.
Se esperaba que Simón enfrentara a Brian Kelleher el 5 de septiembre de 2020, en UFC Fight Night 176. Sin embargo, la esquina de Simón dio positivo por COVID-19 y se vio obligado a retirarse del evento. El par fue reprogramado el 16 de enero de 2021, en UFC on ABC 1. A su vez, Kelleher también dio positivo el 1 de enero y fue retirado de la pelea. Fue reemplazado por Gaetano Pirrello y la pelea se llevó a cabo el 20 de enero de 2021, en UFC on ESPN 20. Ganó la pelea por sumisión en el segundo asalto.

#### 2021
Simón enfrentó a Brian Kelleher el 13 de febrero de 2021, en UFC 258. Ganó la pelea por decisión unánime.
Se esperaba que Simón enfrentara a Timur Valiev el 25 de septiembre de 2021, en UFC 266. Sin embargo, la pelea nunca fue anunciada oficialmente por la promoción y Valiev fue programado para enfrentar a Daniel Santos en UFC Fight Night 198.
Simón enfrentó a Raphael Assunção el 18 de diciembre de 2021, en UFC Fight Night 199. Ganó la pelea por KO en el segundo asalto.

#### 2022
Simón enfrentó al invicto Jack Shore el 16 de julio de 2022, en UFC on ABC 3. Ganó la pelea por sumisión en el segundo asalto. Esta victoria lo hizo merecedor de su primer premip de actuación de Actuación de la Noche.

#### 2023
Simón estaba programado para enfrentar a Song Yadong el 22 de abril de 2023, en UFC Fight Night 222.  Sin embargo, la pelea fue retrasada una semana para encabezar UFC on ESPN: Song vs. Simón.  Perdió la pelea por TKO en el quinto asalto.

#### 2024
Simón enfrentó a Mario Bautista el 13 de enero de 2024, en UFC Fight Night 234. Perdió la pelea por decisión unánime.
Simón enfrentó a Vinicius Oliveira el 29 de junio de 2024 en UFC 303. Perdió la pelea por decisión unánime.

## Vida personal
Simón solía ser entrenador de lucha libre en la escuela secundaria. Es primo del también peleador de peso gallo de la UFC Vince Morales.
Simón tiene una hija, nacida en noviembre de 2022.

## Campeonatos y logros

### Artes marciales mixtas
- Ultimate Fighting Championship
  - Pelea de la Noche (Dos veces) vs. Merab Dvalishvili y Rob Font[11][25]
  - Actuación de la Noche (Una vez) vs. Jack Shore[43]
- Legacy Fighting Alliance
  - Campeonato de Peso Gallo de LFA (Una vez)[5]
    - Una defensa titular exitosa[6]

## Récord en artes marciales mixtas
| Récord profesional | Récord profesional | Récord profesional |
| 26 peleas          | 20 victorias       | 6 derrotas         |
| ------------------ | ------------------ | ------------------ |
| Nocaut             | 6                  | 2                  |
| Sumisión           | 4                  | 1                  |
| Decisión           | 10                 | 3                  |

| Resultado | Récord | Oponente            | Método                              | Evento                                 | Fecha                    | Ronda | Tiempo | Localización                | Notas                                                |
| --------- | ------ | ------------------- | ----------------------------------- | -------------------------------------- | ------------------------ | ----- | ------ | --------------------------- | ---------------------------------------------------- |
| Derrota   | 20–6   | Vinicius Oliveira   | Decisión (unánime)                  | UFC 303                                | 29 de junio de 2024      | 3     | 5:00   | Las Vegas, Nevada           |                                                      |
| Derrota   | 20–5   | Mario Bautista      | Decisión (unánime)                  | UFC Fight Night: Ankalaev vs. Walker 2 | 13 de enero de 2024      | 3     | 5:00   | Las Vegas, Nevada           |                                                      |
| Derrota   | 20–4   | Song Yadong         | TKO (golpes)                        | UFC on ESPN: Song vs. Simón            | 29 de abril de 2023      | 5     | 1:10   | Las Vegas, Nevada           |                                                      |
| Victoria  | 20–3   | Jack Shore          | Sumisión (arm-triangle choke)       | UFC on ABC: Ortega vs. Rodríguez       | 16 de julio de 2022      | 2     | 3:28   | Long Island, Nueva York     | Actuación de la Noche.                               |
| Victoria  | 19–3   | Raphael Assunção    | KO (golpes)                         | UFC Fight Night: Lewis vs. Daukaus     | 18 de diciembre de 2021  | 2     | 2:14   | Las Vegas, Nevada           |                                                      |
| Victoria  | 18–3   | Brian Kelleher      | Decisión (unánime)                  | UFC 258                                | 13 de febrero de 2021    | 3     | 5:00   | Las Vegas, Nevada           | Pelea en peso pluma.                                 |
| Victoria  | 17–3   | Gaetano Pirrello    | Sumisión (armbar)                   | UFC on ESPN: Chiesa vs. Magny          | 20 de enero de 2021      | 2     | 4:00   | Abu Dhabi                   |                                                      |
| Victoria  | 16–3   | Ray Borg            | Decisión (dividida)                 | UFC Fight Night: Smith vs. Teixeira    | 13 de mayo de 2020       | 3     | 5:00   | Jacksonville, Florida       |                                                      |
| Derrota   | 15–3   | Rob Font            | Decisión (unánime)                  | UFC on ESPN: Overeem vs. Rozenstruik   | 7 de diciembre de 2019   | 3     | 5:00   | Washington D. C.            | Pelea de la Noche.                                   |
| Derrota   | 15–2   | Urijah Faber        | TKO (golpes)                        | UFC Fight Night: de Randamie vs. Ladd  | 13 de julio de 2019      | 1     | 0:46   | Sacramento, California      |                                                      |
| Victoria  | 15–1   | Rani Yahya          | Decisión (unánime)                  | UFC 234                                | 10 de febrero de 2019    | 3     | 5:00   | Melbourne                   |                                                      |
| Victoria  | 14–1   | Montel Jackson      | Decisión (unánime)                  | UFC 227                                | 4 de agosto de 2018      | 3     | 5:00   | Los Ángeles, California     |                                                      |
| Victoria  | 13–1   | Merab Dvalishvili   | Sumisión técnica (guillotine choke) | UFC Fight Night: Barboza vs. Lee       | 21 de abril de 2018      | 3     | 5:00   | Atlantic City, Nueva Jersey | Pelea de la Noche.                                   |
| Victoria  | 12–1   | Vinicius Zani       | KO (golpes)                         | LFA 36                                 | 23 de marzo de 2018      | 1     | 0:59   | Cabazon, California         | Defendió el Campeonato de Peso Gallo de LFA.         |
| Victoria  | 11–1   | Chico Camus         | Decisión (unánime)                  | LFA 29                                 | 15 de diciembre de 2017  | 5     | 5:00   | Prior Lake, Minnesota       | Ganó el Campeonato Vacante de Peso Gallo de LFA.     |
| Victoria  | 10–1   | Donavon Frelow      | Decisión (dividida)                 | Dana White's Contender Series 5        | 8 de agosto de 2017      | 3     | 5:00   | Las Vegas, Nevada           | Regreso a peso gallo.                                |
| Victoria  | 9–1    | Charon Spain        | Sumisión (arm-triangle choke)       | KOTC: Headstrong                       | 27 de mayo de 2017       | 1     | 1:59   | Lincoln City, Oregón        |                                                      |
| Victoria  | 8–1    | Eduardo Torres      | Decisión (unánime)                  | KOTC: Heavy Trauma                     | 4 de febrero de 2017     | 3     | 5:00   | Lincoln City, Oregón        | Regreso a peso pluma.                                |
| Derrota   | 7–1    | Anderson dos Santos | Sumisión técnica (rear-naked choke) | Titan FC 37                            | 4 de marzo de 2016       | 2     | 2:38   | Ridgefield, Washington      | Por el Campeonato Vacante de Peso Gallo de Titan FC. |
| Victoria  | 7–0    | Alex Soto           | Decisión (unánime)                  | Titan FC 35                            | 19 de septiembre de 2015 | 3     | 5:00   | Ridgefield, Washington      |                                                      |
| Victoria  | 6–0    | Jeremiah Labiano    | Decisión (dividida)                 | TPF 24                                 | 6 de agosto de 2015      | 3     | 5:00   | Lemoore, California         |                                                      |
| Victoria  | 5–0    | Paul Njoku          | Decisión (unánime)                  | KOTC; Warrior's Spirit                 | 21 de marzo de 2015      | 3     | 5:00   | Lincoln City, Oregón        | Pelea en peso gallo.                                 |
| Victoria  | 4–0    | Cole Milani         | TKO (golpes)                        | FCFF: Rumble at the Roseland 80        | 19 de noviembre de 2014  | 1     | 0:55   | Portland, Oregón            | Pelea en peso ligero.                                |
| Victoria  | 3–0    | John Martinez       | TKO (golpes)                        | Main Event MMA 3                       | 16 de agosto de 2014     | 1     | 3:41   | Longview, Washington        | Pelea en peso pluma.                                 |
| Victoria  | 2–0    | Kendall Ward        | TKO (golpes)                        | Main Event MMA 2                       | 19 de abril de 2014      | 1     | 0:49   | Vancouver, Washington       |                                                      |
| Victoria  | 1–0    | Alex Eastman        | TKO (golpes)                        | Main Event MMA 1                       | 18 de enero de 2014      | 1     | 1:34   | Vancouver, Washington       |                                                      |